# 2012年宜野湾市長選挙
2012年宜野湾市長選挙（2012ねんぎのわんしちょうせんきょ）は、2012年（平成24年）2月5日に告示され、同年2月12日に執行された沖縄県宜野湾市の市長選挙である。

## 概要
2010年に市長に就任した安里猛が心臓疾患の療養を理由に2011年12月28日に任期途中で辞職したことに伴い行われた選挙である。宜野湾市は普天間飛行場を抱えており、選挙の結果はその移設問題をめぐり国政にも大きな影響を与えるとして注目された。
また2012年1月には沖縄防衛局が職員もしくは職員の親族に本市長選挙の有権者がいるかを調査させたこと、また当時の局長が市長選に親戚も投票するよう要請する内容の講話を実施したことが明らかとなり、沖縄防衛局による不当な選挙介入であるとして有権者などからも批判を浴びることとなったほか、一方で宜野湾市職員労働組合も伊波の選挙活動への協力・投票を呼び掛ける文書を出していたことが判明し、市職労側の地方公務員法・公職選挙法違反の疑いが浮上。こうした騒動が選挙に影響するか否かも注目されることとなった。

## 立候補者
下表の通り、元職と新人の一騎討ちとなった。立候補届出順。
| 候補者名 | 生年月日     | 年齢 | 性別 | 所属党派 | 推薦・支持                             | 新旧別 | 備考                                |
| -------- | ------------ | ---- | ---- | -------- | -------------------------------------- | ------ | ----------------------------------- |
| 佐喜眞淳 | 1964年8月9日 | 47   | 男   | 無所属   | 自由民主党、公明党、新党改革           | 新     | 元沖縄県議会議員 元宜野湾市議会議員 |
| 伊波洋一 | 1952年1月4日 | 60   | 男   | 無所属   | 日本共産党、社会民主党、沖縄社会大衆党 | 元     | 元宜野湾市長 元沖縄県議会議員       |

民主党は普天間基地を日米合意通り名護市辺野古に移設したい党本部と、あくまで県外移設を求める党沖縄県連との間で折り合いがつかず、候補を立てられず自主投票となった。玉城デニー、瑞慶覧長敏といった沖縄県選出の衆議院議員、並びに地方議員の一部は伊波を支援した。

## 結果
開票結果は下記の通り。
※当日有権者数：69,926人 最終投票率：63.90%（前回比：-3.23pts）
| 候補者名 | 年齢 | 所属党派 | 新旧別 | 得票数   | 得票率 | 推薦・支持                                  |
| -------- | ---- | -------- | ------ | -------- | ------ | ------------------------------------------- |
| 佐喜眞淳 | 47   | 無所属   | 新     | 22,612票 | 50.60% | 自由民主党、公明党、新党改革 推薦           |
| 伊波洋一 | 60   | 無所属   | 元     | 21,712票 | 49.40% | 日本共産党、社会民主党、沖縄社会大衆党 推薦 |

## 選挙の争点
普天間基地移設問題をいかに解決するか、また市の経済振興策が主な争点となった。
特に普天間問題については、告示日直前にアメリカが在日米軍再編計画を見直す作業の中で沖縄に駐留する海兵隊員をグアムへ先行移転することを検討し始めたことが報道され、これが普天間基地の固定化につながるとの懸念が広がったため関心がさらに高まることとなった。この問題については両候補とも普天間飛行場の沖縄県外への移設を主張し、その点は違いはなかったが、伊波は国外移転を求めたのに対し、佐喜眞の主張は県外移設であり、かつて自由民主党所属の県議会議員時代には条件付きながら名護市辺野古への移設を容認する姿勢を打ち出したこともあった。